# Свети Теодор (Гребен)
Свети Теодор (грч. Άγιοι Θεόδωροι, Ајии Теодори) је насељено место у општини Гребен у периферији Западна Македонија, Грчка. Према попису из 2021. године било је 160 становника.
Насеље је подигнуто после Грчког грађанског рата и на попису из 1981. године је имало 359 становника. Становништво чине досељени мештани села Георгица, Дијакос и Мелиси.